# Cecilia Blanco
Cecilia Blanco García (* 23. Februar 1979 in Madrid) ist eine ehemalige spanische Judoka. Sie war Europameisterschaftszweite 2001, 2004 und 2011 sowie Europameisterschaftsdritte 2010.

## Sportliche Karriere
Die 1,70 m große Cecilia Blanco kämpfte im Mittelgewicht, der Gewichtsklasse bis 70 Kilogramm. Sie gewann den spanischen Meistertitel 1998, 2001, 2002, 2005, 2006, 2007 und 2009.
2000 war Blanco in Malaga Zweite bei den Weltmeisterschaften der Studierenden. 2001 gewann sie in Rom ihr erstes Weltcup-Turnier. Bei den Europameisterschaften 2001 in Paris bezwang sie im Halbfinale die Britin Amanda Costello, im Finale unterlag sie der Belgierin Ulla Werbrouck. Zwei Monate später bei den Weltmeisterschaften in München verlor sie im Viertelfinale gegen die Französin Amina Abdellatif. Nach zwei Siegen in der Hoffnungsrunde verlor sie den Kampf um Bronze gegen Werbrouck. Weitere zwei Monate später gewann sie eine Bronzemedaille bei den Mittelmeerspielen in Algier. 2002 schied Blanco bei den Europameisterschaften in Maribor in der Hoffnungsrunde gegen Abdellatif aus. Ein Jahr später unterlag sie bei den Europameisterschaften in Düsseldorf ebenfalls in der Hoffnungsrunde gegen die Weißrussin Sviatlana Tsimashenka. Vier Monate später bei den Weltmeisterschaften in Osaka unterlag sie im Viertelfinale der Niederländerin Edith Bosch, nach einem Sieg gegen die Rumänin Alina Croitoru verlor sie gegen die Deutsche Annett Böhm und belegte den siebten Platz.
2004 besiegte Blanco im Halbfinale der Europameisterschaften in Bukarest Amina Abdellatif. Im Finale unterlag sie Edith Bosch. Drei Monate später bei den Olympischen Spielen in Athen trafen Bosch und Blanco im Achtelfinale aufeinander und Bosch siegte erneut. In der Hoffnungsrunde bezwang Blanco die Argentinierin Elizabeth Copes und belegte den siebten Platz nach ihrer Niederlage gegen die Chinesin Qin Dongya. 2005 gewann Blanco wie 2001 eine Bronzemedaille bei den Mittelmeerspielen. Bei den Weltmeisterschaften in Kairo unterlag sie im Viertelfinale gegen die Ukrainerin Maryna Pryschtschepa und schied dann in der Hoffnungsrunde gegen Annett Böhm aus. 2006 bei den Europameisterschaften in Tampere verlor sie im Viertelfinale gegen Edith Bosch. Nach zwei Siegen in der Hoffnungsrunde unterlag sie im Kampf um Bronze der Belgierin Catherine Jacques. Anfang 2007 erreichte Blanco das Finale beim Tournoi de Paris und belegte den zweiten Platz hinter ihrer Landsfrau Leire Iglesias. Im März siegte sie beim Weltcup-Turnier in Prag. Im Mai 2007 belegte Blanco bei den Europameisterschaften in Belgrad den siebten Platz nach Niederlagen gegen Maryna Pryschtschepa im Viertelfinale und Catherine Jacques in der Hoffnungsrunde. 2008 erreichte Cecilia Blanco wie im Vorjahr das Finale beim Tournoi de Paris, diesmal unterlag sie der Französin Gévrise Émane. Bei den Olympischen Spielen in Peking trat Leire Iglesias für Spanien an.
Anfang 2009 gewann Blanco das Weltcup-Turnier in Prag, es sollte ihr letzter Weltcup-Sieg bleiben. Bei den Europameisterschaften 2009 in Tiflis unterlag sie im Halbfinale der Deutschen Kerstin Thiele und verlor danach im Kampf um Bronze gegen Catherine Jacques. Bei den Weltmeisterschaften 2009 schied sie im Achtelfinale gegen die Italienerin Erica Barbieri aus. 2010 gewann sie bei den Europameisterschaften in Wien eine Bronzemedaille, nachdem sie im Viertelfinale gegen die Schweizerin Juliane Robra verloren hatte, aber im Kampf um Bronze die Französin Mylène Chollet schlug. Viereinhalb Monate später bei den Weltmeisterschaften in Tokio bezwang sie im Achtelfinale Erica Barbieri und unterlag im Viertelfinale der Ungarin Anett Mészáros. Nach einem Sieg in der Hoffnungsrunde unterlag Blanco im Kampf um Bronze der Japanerin Yoriko Kunihara. Im April 2011 erreichte Blanco mit einem Viertelfinalsieg über die Französin Lucie Décosse und einem Halbfinalsieg über die Slowenin Raša Sraka das Finale bei den Europameisterschaften in Istanbul und unterlag dort wie sieben Jahre zuvor Edith Bosch. Bei den Weltmeisterschaften 2011 schied sie in der ersten Runde gegen Yoriko Kunihara aus. 2012 trat Cecilia Blanco noch bei zwei internationalen Meisterschaften an. In Tscheljabinsk unterlag sie im Achtelfinale bei den Europameisterschaften gegen die Britin Sally Conway. Drei Monate später schied sie bei den Olympischen Spielen in London im Achtelfinale gegen Raša Sraka aus.